# Gmina Strzałkowo
Die Gmina Strzałkowo [stʂau̯'kɔvɔ] ist eine Landgemeinde im Powiat Słupecki der Woiwodschaft Großpolen in Polen. Sitz ist das gleichnamige Dorf (deutsch Stralkowo, 1943–1945 Stralkau) mit etwa 5500 Einwohnern.

## Geschichte
Bis 1918/19 gehörte das Gemeindegebiet zur preußischen Provinz Posen. Für ungefähr ein Jahrhundert verlief östlich des Hauptorts die Grenze zum Russischen Reich (Kongresspolen bzw. Weichselland).

## Gliederung
Zur Landgemeinde (gmina wiejska) Strzałkowo gehören 17 Dörfer (deutsche Namen, amtlich bis 1945) mit einem Schulzenamt (sołectwo):
Babin (Babin, 1939–1945 Babenhausen)
Babin-Olędry
Brudzewo (Brudzewo, 1939–1945 Brückenau)
Chwałkowice
Graboszewo
Janowo
Janowo-Olędry
Katarzynowo (Kathrindorf, 1939–1945 Katharinendorf)
Kornaty (Kornaty, 1939–1945 Babenhausen)
Krępkowo (Kropkowo, 1939–1945 Kremkau)
Młodziejewice
Ostrowo Kościelne
Paruszewo
Skarboszewo (Skarboszewo, 1939–1945 Karben)
Strzałkowo (Stralkowo, 1943–1945 Stralkau)
Szemborowo (Langdorf, 1943–1945 Schembau)
Wólka (Wolka, 1939–1943 Wulkau, 1943–1945 Wulka)
Weitere Ortschaften der Gemeinde ohne Schulzenamt sind:
Bielawy
Chwalibogowo
Ciosna
Gonice Drugie
Góry
Huby Chwałkowickie
Janowo-Cegielnia
Kokczyn Drugi
Kokczyn Pierwszy
Kolonia Kornaty I
Kolonia Kornaty II
Kornaty-Huby
Kościanki
Łężec
Podkornaty
Pospólno
Radłowo
Radłowo Leśne
Rudy
Sierakowo
Skąpe
Słomczyce
Słomczyce-Huby
Słomczyce-Parcele
Staw
Staw II
Szemborowo-Parcele
Unia
Uścięcin